# Samenwerkingsraad van de Arabische Golfstaten
De Samenwerkingsraad van de Arabische Golfstaten (مجلس التعاون لدول الخليج العربية) is een handelsblok van zes Arabische landen in de Perzische Golf. De Engelstalige aanduiding voor dit samenwerkingsverband is Cooperation Council for the Arab States of the Gulf (CCASG), wat vaak wordt verkort tot Gulf Cooperation Council (GCC).

## Leden
Het samenwerkingsverband is in 1981 opgericht. De zes lidstaten zijn:
- Bahrein
- Koeweit
- Oman
- Qatar
- Saoedi-Arabië
- Verenigde Arabische Emiraten

Sinds de oprichting van de GCC zijn er geen nieuwe leden toegetreden, al wordt er wel overleg gevoerd met Jordanië en Marokko. Irak en Iran grenzen ook aan de Perzische Golf maar zijn geen lid. De GCC deelt landgrenzen met Irak, Jordanië en Jemen.

## Organisatiestructuur
De organisatiestructuur is als volgt:
1. De Hoge Raad
De Hoge Raad van de Gulf Cooperation Council (GCC) is de hoogste autoriteit van de organisatie. Het is samengesteld uit de staatshoofden van de lidstaten. Het voorzitterschap rouleert periodiek tussen de lidstaten in alfabetische volgorde. Het komt elk jaar in een gewone zitting bijeen. Buitengewone zittingen kunnen worden bijeengeroepen op verzoek van een Lid-Staat die door een andere Lid-Staat wordt gedetacheerd. Tijdens de top in Abu Dhabi in 1998 besloot de Hoge Raad overlegvergaderingen te houden tussen de laatste en de komende top. Om geldig te zijn moet een vergadering worden bijgewoond door twee derde van de lidstaten. Elke lidstaat heeft één stem. Besluiten over inhoudelijke zaken worden genomen met unanieme goedkeuring van de deelnemende lidstaten aan de stemming. Besluiten over procedurele aangelegenheden worden echter genomen bij meerderheid van de Hoge Raad.
De Raadgevende Commissie van de Hoge Raad
Het is samengesteld uit dertig leden, vijf leden uit elke lidstaat, gekozen vanwege hun expertise en bekwaamheid voor een termijn van drie jaar. Dit orgaan behandelt zaken die door de Hoge Raad van de GCC zijn voorgelegd.
  Commissie voor geschillenbeslechting
  Onder de Hoge Raad bevindt zich de Commissie voor Geschillenbeslechting, die wordt samengesteld door de Hoge Raad voor elk geschil dat voortvloeit uit de interpretatie van de voorwaarden van het handvest.
2. De ministerraad
De ministerraad is samengesteld uit de ministers van Buitenlandse Zaken van alle lidstaten of andere ministers die hen vervangen. De Raad wordt voorgezeten door de lidstaat die de laatste gewone zitting van de Hoge Raad heeft voorgezeten. Het roept zijn gewone zittingen eens in de drie maanden bijeen. Een buitengewone zitting kan worden bijeengeroepen op uitnodiging van een lidstaat die door een andere lidstaat wordt gedetacheerd.
Een zitting is geldig als deze wordt bijgewoond door twee derde van de lidstaten.
De taken van de ministerraad omvatten onder meer het formuleren van beleid en het doen van aanbevelingen ter bevordering van de samenwerking tussen de lidstaten en het bereiken van coördinatie tussen de lidstaten voor de uitvoering van de lopende projecten. Het legt zijn beslissingen in de vorm van aanbevelingen ter goedkeuring voor aan de Hoge Raad. De ministerraad is ook verantwoordelijk voor de voorbereidingen voor het houden van vergaderingen van de Hoge Raad en het opstellen van zijn agenda. De stemprocedure in de ministerraad is dezelfde als in de Hoge Raad.
3. Het secretariaat-generaal
De taken van het secretariaat-generaal zijn in grote lijnen de voorbereiding van speciale studies met betrekking tot samenwerking, coördinatie, planning en programmering voor gemeenschappelijke actie, voorbereiding van periodieke rapporten over het werk van de GCC, follow-up van de uitvoering van zijn eigen besluiten, voorbereiding van rapporten en studies op verzoek van de Hoge Raad of de Ministerraad, het treffen van regelingen voor het houden van vergaderingen van verschillende organen, het afronden van hun agenda en het opstellen van resoluties.
Het secretariaat-generaal is als volgt samengesteld:
A. De secretaris-generaal: hij wordt benoemd door de Hoge Raad voor een termijn van drie jaar, verlengbaar met een nieuwe termijn.
B. Acht adjunct-secretarissen-generaal: zij houden zich bezig met de functionele gebieden die onder de jurisdictie van de GCC vallen, zoals politiek, economisch, militair, veiligheid, humanitair, milieu, juridisch, media, culturele zaken, informatie, financiën en administratie, strategische dialoog en onderhandelingen. Zij worden door de ministerraad op voordracht van de secretaris-generaal benoemd voor een hernieuwbare termijn van drie jaar. Het secretariaat-generaal omvat ook het hoofd van de GCC-delegatie bij de Europese Unie in Brussel en het hoofd van de GCC-delegatie bij de Verenigde Naties.
C. De Directeuren-Generaal van de functionele afdelingen van het Secretariaat en alle andere ondergeschikte medewerkers: allen worden benoemd door de Secretaris-Generaal.
De functionele structuur van het secretariaat-generaal omvat een aantal gespecialiseerde en ondersteunende gebieden, zoals politieke, economische, militaire, veiligheids-, humanitaire en milieuaangelegenheden; financiën en management, strategische dialoog en onderhandelingen, intellectuele eigendomsrechten, het Bureau van het Technisch Secretariaat voor Antidumping, het Technisch Bureau voor Communicatie in het Koninkrijk Bahrein en het Bureau van de Raadgevende Commissie in het Sultanaat van Oman. De afgevaardigden van de missies van de GCC bij de Europese Unie en de Verenigde Naties maken deel uit van het administratief personeel van het secretariaat.
Doelstellingen
In het GCC-handvest staat dat de basisdoelstellingen zijn:
1. Coördinatie, integratie en onderlinge verbinding tussen lidstaten op alle gebieden tot stand brengen om eenheid tussen hen te bereiken.
2. Verdieping en versterking van de betrekkingen, banden en samenwerkingsgebieden die nu heersen tussen hun volkeren op verschillende gebieden.
3. Het formuleren van vergelijkbare regelgeving op verschillende gebieden, waaronder de volgende:
A. Economische en financiële zaken.
B. Handel, douane en communicatie.
C. Onderwijs en cultuur.
D. Sociale en gezondheidszaken.
E. Informatie en toerisme.
F. Wetgevende en administratieve zaken.
4. Wetenschappelijke en technologische vooruitgang stimuleren op het gebied van industrie, mijnbouw, landbouw, water en dierlijke hulpbronnen: wetenschappelijk onderzoek opzetten: joint ventures oprichten en samenwerking door de particuliere sector aanmoedigen voor het welzijn van hun volkeren.

## Economie
In de onderstaande tabel staan een aantal belangrijke gegevens met betrekking tot de lidstaten van de GCC. Op basis van het bruto nationaal product (BNP) is de economie van alle GCC-landen vergelijkbaar in grootte met die van Spanje of Australië. De economische ontwikkeling van de GCC-landen is sterk gerelateerd aan de olie en aardgas productie en de prijsontwikkeling van deze energiebronnen op de wereldmarkt. Over dat laatste hebben de landen weinig of geen invloed. De GCC deelnemers produceerden in 2011 zo’n 16,2 miljoen vaten olie per dag, waarvan ruim de helft uit Saudi Arabië afkomstig was. De GCC-landen produceerden in 2011 ongeveer 9% van het aardgas dat wereldwijd werd geproduceerd en voor olie lag het aandeel op zo’n 23%. Veel olie en gas wordt geëxporteerd waardoor er een groot overschot is op de betalingsbalans van de GCC-landen.
| Staat (2011 gegevens)        | Hoofdstad | Oppervlakte (km2) | Inwoners (x 1000) | BNP ($ miljard) | BNP (in $ per hoofd) |
| ---------------------------- | --------- | ----------------- | ----------------- | --------------- | -------------------- |
| Koeweit                      | Koeweit   | 17.818            | 3.066             | 161             | 52.481               |
| Saoedi-Arabië                | Riyad     | 2.000.000         | 28.376            | 597             | 21.042               |
| Bahrein                      | Manamah   | 767               | 1.195             | 29              | 24.260               |
| Qatar                        | Doha      | 11.607            | 1.733             | 174             | 100.143              |
| Verenigde Arabische Emiraten | Abu Dhabi | 71.024            | 8.264             | 339             | 40.983               |
| Oman                         | Masqat    | 309.500           | 3.295             | 73              | 22.056               |
| GCC totaal                   |           | 2.410.716         | 45.929            | 1.372           | 29.869               |

## Gezamenlijke munt
In 2009 werden er gesprekken gehouden voor de invoering van een gezamenlijke munteenheid voor de Golfstaten. Oman en de Verenigde Arabische Emiraten trokken zich later terug. Een tweede poging tot gesprekken kwam in 2014. De voorgestelde naam voor de munt werd Khaleeji.

## Spoorwegproject
De zes landen werken aan een spoorweg van Koeweit langs de Perzische Golf naar het oostpunt van Oman om vandaar naar het zuiden af te buigen en te eindigen in Salalah. De spoorlijn krijgt een totale lengte van zo'n 2.000 kilometer. Het netwerk wordt geschikt voor personen- en vrachtvervoer. Voor de passagierstreinen streeft men naar een maximale snelheid van 200 km/u, voor de goederentreinen zal de snelheid tussen de 80 en 120 km/u uitkomen. Het project vergt een investering van circa $25 miljard in totaal. Door de lage olieprijs heeft het project al meerdere keren vertraging opgelopen. Iedere deelnemer is verantwoordelijk voor de aanleg van de infrastructuur, spoorlijn en stations in eigen land. De toestemming voor de uitbestedingen van de eerste fase van het project werden al verleend in Koeweit.